# 민대식 (성우)
민대식(1939년 7월 5일 ~ )은 대한민국의 성우이다. 1961년 KBS에 입사했으며, 현재는 KBS 5기이다. 한국방송 성우극회 소속.